# Lecanicillium
Lecanicillium W. Gams & Zare, Nova Hedwigia (2001), Lecanicillium es un género de hongos del orden Hipocreales, actualmente consta de más 40 especies (Mycobank,. 2024). Son considerados hongos entomopatógenos, es decir, producen enfermedades y causan la muerte de insectos y otros artrópodos. Anteriormente, este hongo era conocido por el género Verticillium.

### Distribución
Tiene amplia distribución mundial y un gran espectro como agente potencial en control biológico de diferentes hospederos como áfidos, escamas, coleópteros, dípteros, colémbolos y garrapatas, por esta razón ha sido ampliamente estudiado como posible agente de control de estos artrópodos en diferentes investigaciones (Catalina Alzate et al., 2008).

### Infección
El proceso de infección implica la unión de conidios, la germinación y la penetración de la cutícula huésped sin estructuras especializadas (Nunes et al., 2017). Lecanicillium spp. utiliza tanto fuerzas mecánicas como enzimas hidrolíticas para penetrar directamente el tegumento del insecto y la pared celular del patógeno fúngico de la planta. Además del micoparasitismo del patógeno de la planta, el modo de acción está vinculado a la colonización de los tejidos de la planta huésped, lo que desencadena una resistencia sistémica inducida (Goettel et al., 2008).

### Características
Según estudios, el género se originó en el período Cretácico y evolucionó en ocho clados distintos (Zhou et al., 2022). Morfológicamente, este hongo se caracteriza por la ramificación verticilada de sus conidióforos (Arakere et al., 2022), las esporas (conidios) de este género son de forma cilíndricos o elipsoidales y fiálides en verticilos o arreglos solitarios (Romero et al., 2023). Algunas especies como L. muscarium demuestran psicrotolerancia y producen enzimas quitinolíticas tolerantes al frío, lo que las convierte en candidatas potenciales para aplicaciones de biocontrol en ambientes fríos (Fenice, 2016).

### IndexFungorumcontiene las siguientes especies:
- Lecanicillium acerosum W. Gams, H.C. Evans & Zare 2001,
- Lecanicillium antillanum (R.F. Castañeda & G.R.W. Arnold) Zare & W. Gams 2001,
- Lecanicillium aphanocladii Zare & W. Gams 2001,
- Lecanicillium aranearum (Petch) Zare & W. Gams 2001,
- Lecanicillium araneicola Sukarno & Kurihara 2009,
- Lecanicillium attenuatum Zare & W. Gams 2001,
- Lecanicillium dimorphum (J.D. Chen) Zare & W. Gams 2001,
- Lecanicillium evansii Zare & W. Gams 2001,
- Lecanicillium flavidum (W. Gams & Zaayen) W. Gams & Zare 2008,
- Lecanicillium fungicola (Preuss) Zare & W. Gams 2008; Anamorphic Cordycipitaceae
  - Lecanicillium fungicola var. aleophilum (W. Gams & Zaayen) W. Gams & Zare 2008,
  - Lecanicillium fungicola var. fungicola (Preuss) Zare & W. Gams 2008,
- Lecanicillium fusisporum (W. Gams) Zare & W. Gams 2001,
- Lecanicillium kalimantanense Kurihara & Sukarno 2009,
- Lecanicillium lecanii (Zimm.) Zare & W. Gams 2001,
- Lecanicillium longisporum (Petch) Zare & W. Gams 2001,
- Lecanicillium muscarium (Petch) Zare & W. Gams 2001,
- Lecanicillium nodulosum (Petch) Zare & W. Gams 2001,
- Lecanicillium pissodis Kope & I. Leal 2006,
- Lecanicillium psalliotae (Treschew) Zare & W. Gams 2001,
- Lecanicillium saksenae (Kushwaha) Kurihara & Sukarno 2009,
- Lecanicillium tenuipes (Petch) Zare & W. Gams 2001,
- Lecanicillium wallacei (H.C. Evans) H.C. Evans & Zare 2008.

Al menos 15 productos basados en Lecanicillium spp. están ya o en proceso de ser comercializados para el control biológico de varias plaga en muchos países del mundo.